# Johannes de Cleve
Johannes de Cleve   (Clèveris, 1529 (Gregorià) - 15 d'agost de 1582 (Gregorià)) va ser un compositor, director de banda i cantant francoflamenc del Renaixement.

## Biografia
En el cas de Johannes de Cleve, no es pot demostrar que la ciutat o ducat de Cleve sigui el lloc de naixement, però és molt probable per la inscripció a la seva tomba ("Johis de Cleve... excellens de Cleve Musicus"), i pel seu nom en col·leccions musicals ("Clivensis"); També prové de la mateixa inscripció sepulcral l'any aproximat de naixement, quan diu: "Aeta 53". No se sap si està relacionat amb un músic amb el mateix cognom a Bergen op Zoom; L'investigador musical Edmond Vander Straeten va assenyalar ja el 1867 que el nom "de Cleve" era molt comú a la regió flamenca.
No s'ha proporcionat cap informació sobre l'ascendència familiar de De Cleve o la seva escolarització i formació. La presència d'una composició seva als arxius manuscrits de St. Pieterskerk a Leiden i de dos motets al primer i tercer llibre de la col·lecció Ecclesiasticarum cantionum, tots dos publicats per "Tielman Susato" a Anvers el 1553, indiquen que de Cleve va ser un primer període creatiu als Països Baixos. Des de 1553 hi ha constància del seu treball com a cantant (tenor) a l'orquestra de la cort de l'emperador Ferran I (1503–1564) a Viena. Amb l'encàrrec de Ferran I, Johannes de Cleve va reclutar vuit nous cantants per a l'orquestra de la cort de Viena als Països Baixos el 1559/60; També va dedicar els dos llibres amb Cantiones sacrae de quatre a sis parts a l'emperador.
Quan l'emperador Ferran va morir el 1564 i l'orquestra de la cort es va dissoldre, el seu fill, l'arxiduc Carles II (1540–1590), va fundar la seva pròpia nova orquestra de la cort a Graz i va nomenar a Johannes de Cleve com a director. El compositor va ocupar aquest càrrec durant sis anys fins que va dimitir a petició pròpia el 1570 per debilitat física; però probablement inicialment va viure a Viena. Quan va marxar, l'arxiduc Karl va honrar els serveis de De Cleve a l'orquestra de la cort amb una pensió anual de 200 florins, però amb l'obligació que de Cleve continués proporcionant composicions per a l'orquestra de la cort. Hi ha una carta de De Cleves datada el 14 de març de 1576 a Johann Rasch, l'organista de la Liebfrauenkirche, que forma part de la Schottenkloster de Viena, en la qual demana "aixecar" els 600 florins, ja que li agradaria treballar en un altre un l'estiu vinent i durant uns anys "vull provar aquest lloc".
Hi ha constància de l'estada del compositor a Augsburg a partir d'abril de 1579, on sembla que vivia sense feina; Va complir amb la seva obligació i va dedicar l'obra Cantiones seu harmoniae sacrae, publicada l'any 1579, al seu antic patró. També va treballar com a professor de música fins a la seva mort, i, entre altres alumnes, com a professor de la catedral d'Augsburg, va tenir en Bernhard Klingenstein.

## Significat
Johannes de Cleve segueix la tradició de la polifonia vocal holandesa, amb l'estil lineal-contrapuntístic especialment evident en els seus motets; Aquí, però, es combina deliberadament amb mitjans estilístics més moderns. A les primeres composicions de, de Cleve, l'estil imitatiu té una prioritat clara: al motet de sis parts "Mirabilia testimonia tua" hi ha un cànon a la novena entre les dues veus de tenor, un recordatori de l'estil de la generació Josquin. Els dispositius estilístics més moderns de les obres posteriors inclouen una correcta declamació textual, un ús conscient de figures retòriques i, ocasionalment, una expressivitat creada amb paraules. El compositor mostra un tractament tan relativament modern del text en els seus motets evangèlics. En el motet Ego sum veritas et vita es posa un text amb música que en part prové de l'Evangeli i en part d'una antífona de l'Ofici. En el motet Filiae Jerusalem al final de la segona part, l'inici de l'obra es repeteix musicalment i retòricament, creant una estructura d'enquadrament.
En les misses anteriors, de Cleve utilitzava un estil totalment imitatiu i, com en els motets, tendia a la plenitud del so (exemple: la missa paròdica Dum transisset sabbatum per a sis veus basada en el seu propi motet). Posteriorment, aquestes obres mostren un tret més homofònic i sil·làbic, en el qual la veu contrapuntística encara està present (exemple: la missa Vous perdes temps a quatre veus basada en una cançó de Claudin de Sermisy). Cal destacar els 20 moviments de quatre parts de De Cleve sobre himnes protestants (inclosos vuit de Martin Luter), que van aparèixer el 1574 al Lieder Postill del pastor de Graz Andreas Gigler. Aquí l'estil compositiu de Johannes de Cleves mostra un vessant més conservador: el cantus firmus és al tenor i s'acompanya de tres veus contrapuntístiques que s'imiten. El lideratge i l'harmonització de la veu, que es basa en les especificacions tonals de l'església, fan referència a models anteriors. L'ús del cant gregorià com a cantus firmus en el tenor de les composicions de misses sembla igualment conservador. Segons els musicòlegs, la diversitat estilística que es troba en Johannes de Cleve també sembla provenir dels components de la banda de Graz, la diversitat dels quals el compositor va prendre com a punt de partida per experimentar amb els diferents tipus de composició.

## Obres (cronològiques)
- 1 motet a quatre veus al “Liber primus ecclesiasticarum cantionum”, Anvers 1553
- 1 motet a quatre veus al “Liber tertius ecclesiasticarum cantionum”, Anvers 1553
- 1 motet per a quatre veus al "Quartus tomus Evangeliorum" per a quatre a sis veus, Nuremberg 1555
- 1 motet per a sis veus a “Novum et insigne opus musicum” per quatre a sis veus, Nuremberg 1558
- “Cantiones sacrae” de quatre a sis veus, 2 llibres, Augsburg 1559
- Missa super "Dum transisset sabbatum" per a sis veus a "Praestantissimorum artificium lectissimae missae" per a cinc o sis veus, Wittenberg 1568
- 1 motet per a cinc veus a “Novi thesauri musici” per a quatre a vuit veus, volum 1, Venècia 1568
- 3 motets de quatre a vuit veus a "Novi atque catholici thesauri musici" per a quatre a vuit veus, volum 2, Venècia 1568
- 1 motet a set veus a “Liber quintus & ultimus” per a quatre a vuit veus, Venècia 1568
- 20 moviments de tenor per a himnes a quatre veus a "Gesang Postill", Graz 1574
- “Cantiones seu harmoniae sacrae” de quatre a deu veus, Augsburg 1579
- 2 intabulacions de motets al "Llibre de taules d'orgues i instruments", Leipzig 1583
- Missa super “Vous perdes temps” a quatre veus (sense any)
- 12 obres diferents en forma de manuscrit